# Anáfora
Em retórica, anáfora é a repetição da mesma palavra ou grupo de palavras no princípio de frases ou versos consecutivos. É uma figura de linguagem muito usada nos quadrinhos populares, música e literatura em geral, especialmente na poesia.

## Exemplos
Nem tudo que ronca é porco,
Nem tudo que berra é bode,
Nem tudo que reluz é ouro,
Nem tudo que falamos se pode.
Amor é fogo que arde sem se ver,
é ferida que dói e não se sente;
é um contentamento descontente,
é dor que desatina sem doer,
é um não querer mais que bem querer. (Camões)
É preciso casar João,
é preciso suportar Antônio,
é preciso odiar Melquíades
é preciso substituir nós todos.

É preciso salvar o país,
é preciso crer em Deus,
é preciso pagar as dívidas,
é preciso comprar um rádio,
é preciso esquecer fulana.

É preciso estudar volapuque,
é preciso estar sempre bêbado,
é preciso ler Baudelaire,
é preciso colher as flores
de que rezam velhos autores.

É preciso viver com os homens
é preciso não assassiná-los,
é preciso ter mãos pálidas
e anunciar O FIM DO MUNDO.

(Poema da necessidade - Carlos Drummond de Andrade)
Não sinto um milênio em uma hora,
Não sinto uma hora em um só dia,
Não sinto a Maldade a ir-se embora,
Não sinto a Bondade que me havia. (Jaime de Andruart)
Nada vai me fazer desistir do amor...
Nada vai me fazer desistir de voltar todo dia pro seu calor...
Nada vai me levar do amor... (Jorge Vercillo)
Vi uma estrela tão alta,
Vi uma estrela tão fria!
Vi uma estrela luzindo
Na minha vida vazia.
Era uma estrela tão alta!
Era uma estrela tão fria!
Era uma estrela sozinha
Luzindo no fim do dia. (Manuel Bandeira)

## Outros usos
Em publicidade e no cinema, também se pode chamar anáfora à repetição de imagens (por exemplo, para dar a noção da sucessão de dia após dia, ou de rotina, pode-se repetir a mesma cena diversas vezes - como alguém a levantar-se da cama, podendo-se usar, para este efeito, exatamente a mesma sequência de imagens). Tal recurso é extensamente utilizado no filme Requiem for a Dream.
Em religião, na Igreja Católica, são chamadas de anáforas as Orações Eucarísticas da Missa.